# Выборы в Законодательное собрание Республики Карелия (2006)
Выборы депутатов Законодательного собрания Республики Карелия четвёртого созыва состоялись 8 октября 2006, в единый день голосования. В первые в истории республики выборы прошли по смешанной системе — вместо 57 депутатов третьего созыва, представлявших одномандатные округа, избиратели выбрали всего 50 новых. Из них 25 депутатов были избраны по одномандатным округам, а другие 25 распределили по пропорциональной системе между партийными списками. Партиям-участникам было необходимо преодолеть барьер в 7 %.

## Подготовка
К началу предвыборной кампании в карельском парламенте третьего созыва 22 из 57 депутатов входили в состав фракции «Единая Россия». Парламентская оппозиция была представлена фракцией «Яблоко» (изначально «Яблоко»-НПСР) в составе 9 человек, в которую помимо непосредственно «яблочников» входили представители ЛДПР (в первую очередь Девлет Алиханов, один из основных спонсоров объединения) и бывшего карельского отделения НПСР (в первую очередь глава фракции Алексей Мосунов). Фракция Партии Жизни насчитывала пять депутатов, прошедших в парламент на независимой основе, у КПРФ был всего один мандат (Людмила Афанасьева). Аналитики предсказывали, что основная борьба должна была произойти между «Единой Россией» и «Яблоком».

### Снятие «Яблока»
В начале сентября региональное управление Федеральной регистрационной службы обратилось в ЦИК Карелии с заявлением, что партийная конференция местной организации партии Яблоко по выдвижению кандидатов в депутаты Законодательного Собрания прошла с нарушением действующего законодательства, поскольку её участники выдвинули кандидатов от 477 зарегистрированных членов партии, а не от общего количества членов карельского отделения Яблока, которых, судя по регистрационным документам партийной организации, насчитывается 3800 человек. На конференции были названы имена 28 претендентов на депутатские мандаты.
Центризбирком Карелии передал это дело в Верховный суд Республики Карелия. За три недели до выборов, 15 сентября, Верховный суд Карелии отменил регистрацию партийного списка партии Яблоко на выборах в республиканский парламент.
29 сентября Верховный суд России оставил в силе вердикт Верховного суда Карелии об отмене решения Центральной избирательной комиссии республики о регистрации списка кандидатов в депутаты местного парламента, выдвинутого региональным отделением партии Яблоко.

## Итоги
Явка на выборы составила 33,13 %.
По итогам выборов суммарно Единая Россия получила 26 мест, РПЖ — 5, КПРФ — 4, РПП — 3, ЛДПР — 2, а 10 мест заняли самовыдвиженцы.

### Результаты выборов по спискам
| Партия                              | Партия                     | Первая тройка                                                | Кандидатов в списке        | Дата регистрации           | Голоса | % голосов | Мест в Собрании по списку |
| ----------------------------------- | -------------------------- | ------------------------------------------------------------ | -------------------------- | -------------------------- | ------ | --------- | ------------------------- |
|                                     | Единая Россия              | Сергей Катанандов — Валентина Пивненко — Виталий Федермессер | 25                         | 29 августа 2006            | 71 235 | 38,92 %   | 11                        |
|                                     | Российская партия Жизни    | Виктор Степанов — Григорий Фандеев — Сергей Лощилов          | 18                         | 14 августа 2006            | 29 628 | 16,19 %   | 5                         |
|                                     | КПРФ                       | Павел Хямяляйнен — Людмила Афанасьева — Александр Меркушев   | 17                         | 14 августа 2006            | 23 371 | 12,77 %   | 4                         |
|                                     | РПП                        | Лидия Суворова — Александр Федичев — Геннадий Капралов       | 10                         | 24 августа 2006            | 22 074 | 12,06 %   | 3                         |
|                                     | ЛДПР                       | Михаил Максимов — Валерей Плетнев — Михаил Зуев              | 21                         | 24 августа 2006            | 16 214 | 8,86 %    | 2                         |
| Партии, не преодолевшие барьер 7 %: |                            |                                                              |                            |                            |        |           |                           |
|                                     | Народная воля              | Сергей Бабурин — Галина Погудалова — Николай Тараканов       | 9                          | 17 августа 2006            | 2 898  | 1,58 %    | -                         |
|                                     | Яблоко                     | Василий Попов — Ирина Петеляева — Александр Климчук          | 25                         | 17 августа 2006            | -      | -         | -                         |
| Недействительные бюллетени          | Недействительные бюллетени | Недействительные бюллетени                                   | Недействительные бюллетени | Недействительные бюллетени | 9 562  | 5,20 %    |                           |
| Всего голосов:                      | Всего голосов:             | Всего голосов:                                               | Всего голосов:             | Всего голосов:             |        | 100,00    | 25                        |

### Избирательные округа
| Одномандатный избирательный округ (центр округа) | Депутат                           | Субъект выдвижения | Число голосов | Процент |
| ------------------------------------------------ | --------------------------------- | ------------------ | ------------- | ------- |
| № 1 Октябрьский (Петрозаводск)                   | Красулин Виталий Владимирович     | самовыдвижение     | 2 649         | 36.70 % |
| № 2 Зайцевский (Петрозаводск)                    | Белуга Леонид Леонтьевич          | Единая Россия      | 2 486         | 33.23 % |
| № 3 Неглинский (Петрозаводск)                    | Андриянов Сергей Александрович    | самовыдвижение     | 3 230         | 37.71 % |
| № 4 Перевальский (Петрозаводск)                  | Мосунов Алексей Михайлович        | самовыдвижение     | 3 179         | 36.61 % |
| № 5 Древлянский (Петрозаводск)                   | Алиханов Девлетхан Медетханович   | самовыдвижение     | 6 172         | 76.32 % |
| № 6 Лососинский (Петрозаводск)                   | Жданова Лариса Вячеславовна       | самовыдвижение     | 2 656         | 32.60 % |
| № 7 Береговой (Петрозаводск)                     | Доршакова Наталья Владимировна    | Единая Россия      | 2 671         | 32.14 % |
| № 8 Кукковский (Петрозаводск)                    | Мазуровский Андрей Афанасьевич    | Единая Россия      | 3 042         | 32.05 % |
| № 9 Ключевской (Петрозаводск)                    | Лучин Алексей Александрович       | самовыдвижение     | 2 672         | 30.59 % |
| № 10 Северный (Лоухи)                            | Зайков Николай Николаевич         | Единая Россия      | 2 758         | 36.23 % |
| № 11 Западно-Карельский (Муезерский)             | Мрыхин Михаил Иванович            | Единая Россия      | 2 241         | 36.70 % |
| № 12 Костомукшский (Костомукша)                  | Денисов Евгений Иванович          | Единая Россия      | 2 944         | 42.18 % |
| № 13 Поморский (Беломорск)                       | Зубарев Игорь Дмитриевич          | самовыдвижение     | 4 764         | 49.91 % |
| № 14 Надвоицкий (Сегежа)                         | Нечаев Геннадий Павлович          | Единая Россия      | 3 132         | 61.04 % |
| № 15 Сегежский (Сегежа)                          | Петриляйнен Наталья Васильевна    | самовыдвижение     | 2 018         | 40.90 % |
| № 16 Медвежьегорский (Медвежьегорск)             | Федотов Алексей Владимирович      | Единая Россия      | 4 113         | 53.24 % |
| № 17 Пудожский (Пудож)                           | Шереметьев Олег Вениаминович      | Единая Россия      | 2 725         | 44.47 % |
| № 18 Кондопожский (Кондопога)                    | Григорьев Владимир Анатольевич    | Единая Россия      | 2 506         | 51,53 % |
| № 19 Гирвасский (Кондопога)                      | Федермессер Виталий Александрович | Единая Россия      | 3 120         | 61.60 % |
| № 20 Пригородный (Петрозаводск)                  | Сергеева Ольга Николаевна         | самовыдвижение     | 1 983         | 36.32 % |
| № 21 Ведлозерский (Суоярви)                      | Колоушкин Валерий Петрович        | самовыдвижение     | 2 347         | 31.96 % |
| № 22 Олонецкий (Олонец)                          | Теребов Александр Владимирович    | Единая Россия      | 1 598         | 26.49 % |
| № 23 Питкярантский (Питкяранта)                  | Уханов Михаил Николаевич          | Единая Россия      | 3 296         | 54.06 % |
| № 24 Сортавальский (Сортавала)                   | Токарева Светлана Евгеньевна      | Единая Россия      | 2 515         | 29.01 % |
| № 25 Приладожский (Лахденпохья)                  | Беляев Дмитрий Александрович      | Единая Россия      | 3 578         | 37.96 % |